# Landtagswahlkreis Höxter

Städte und Gemeinden

Der Landtagswahlkreis Höxter (Wahlkreis 102) ist ein Wahlkreis für die Landtagswahlen in Nordrhein-Westfalen. Er umfasst den gesamten Kreis Höxter. Seit 1947 wurde das Direktmandat stets von Kandidaten der CDU gewonnen.

## Landtagswahl 2022
Die Landtagswahl fand am 15. Mai 2022 statt. Matthias Goeken wurde mit 52,7 % direkt in den Landtag gewählt. Die Wahlbeteiligung betrug 58,2 %.
| Direktkandidat            | Partei | Partei                | Erststimmen in % | Zweitstimmen in % |
| ------------------------- | ------ | --------------------- | ---------------- | ----------------- |
| Matthias Goeken           |        | CDU                   | 52,7             | 50,0              |
| Nora Wieners              |        | SPD                   | 24,8             | 21,7              |
| Uta Lücking               |        | Bündnis 90/Die Grünen | 10,8             | 11,7              |
| Friedrich-Wilhelm Hörr    |        | FDP                   | 3,6              | 4,9               |
| Klaus Lange               |        | AfD                   | 5,7              | 5,6               |
| Tristan Süper             |        | Freie Wähler          | 1,3              | 0,8               |
| Dennis Johannes Hendricks |        | dieBasis              | 1,1              | 0,8               |
| –                         |        | Sonstige              | –                | 4,5               |

## Landtagswahl 2017
Von 112.910 Wahlberechtigten gaben 74.166 (65,7 %) ihre Stimme ab.
| Direktkandidat   | Partei   | Erststimmen in % | Zweitstimmen in % |
| ---------------- | -------- | ---------------- | ----------------- |
| Marcel Franzmann | SPD      | 27,5             | 26,4              |
| Matthias Goeken  | CDU      | 50,8             | 45,4              |
| Uwe Rottermund   | GRÜNE    | 4,2              | 4,4               |
| Marion Ewers     | FDP      | 7,0              | 10,9              |
| Wilk Spieker     | PIRATEN  | 1,0              | 0,7               |
| Jörg Volacek     | LINKE    | 2,9              | 3,2               |
| Norbert Senges   | AfD      | 5,7              | 6,3               |
| Sonstige         | Sonstige | 0,9              | 2,5               |

Der wie bisher stets von der CDU gewonnene Wahlkreis wird im Landtag durch den erstmals gewählten Wahlkreisabgeordneten Matthias Goeken vertreten.

## Landtagswahl 2012
Von 114.904 Wahlberechtigten gaben 68.754 (59,8 %) ihre Stimme ab.
| Direktkandidat             | Partei   | Erststimmen in % | Zweitstimmen in % |
| -------------------------- | -------- | ---------------- | ----------------- |
| Hubertus Fehring           | CDU      | 49,0             | 41,7              |
| Jürgen Unruhe              | SPD      | 31,0             | 30,5              |
| Herbert Falke              | GRÜNE    | 6,8              | 7,4               |
| Walburga Gödeke            | FDP      | 4,0              | 8,0               |
| Jörg Volacek               | LINKE    | 1,8              | 1,7               |
| Patrick Martin Stritter    | PIRATEN  | 6,8              | 6,9               |
| Dominique Flemming-Schmidt | ödp      | 0,6              | 0,3               |
| –                          | Sonstige | –                | 3,5               |

Hubertus Fehring (CDU) gewann bei der Landtagswahl 2012 das Direktmandat.
Quelle:

## Landtagswahl 2010
Zur Landtagswahl 2010 wurde in Nordrhein-Westfalen erstmals mit Erst- und Zweitstimme gewählt.
| Direktkandidat         | Partei   | 2010 Erststimmen in % | 2010 Zweitstimmen in % | 2005 Stimmen in % |
| ---------------------- | -------- | --------------------- | ---------------------- | ----------------- |
| Hubertus Fehring       | CDU      | 52,4                  | 48,1                   | 61,7              |
| Jürgen Unruhe          | SPD      | 28,3                  | 26,8                   | 23,8              |
| Martina Fahlbusch      | GRÜNE    | 7,3                   | 8,3                    | 3,6               |
| Hans Jürgen Zurbrüggen | FDP      | 4,9                   | 7,0                    | 5,4               |
| Alexander Bareuter     | LINKE    | 4,1                   | 4,2                    | -                 |
| Sonstige               | Sonstige | 3,0                   | 5,6                    | 5,5               |

## Landtagswahl 2005
| Direktkandidat         | Partei   | 2005 Stimmen in % | 2000 Stimmen in % |
| ---------------------- | -------- | ----------------- | ----------------- |
| Jürgen Unruhe          | SPD      | 23,8              | 31,2              |
| Hubertus Fehring       | CDU      | 61,7              | 54,0              |
| Hans Jürgen Zurbrüggen | FDP      | 5,4               | 7,0               |
| Gisbert Bläsing        | GRÜNE    | 3,6               | 4,2               |
| Reinhard Walter Otte   | WASG     | 1,3               | -                 |
| Sonstige               | Sonstige | 4,2               | 3,6               |

## Geschichte
| Wahl | Wahlkreisname | Gebiet                      | Wahlkreissieger          |
| ---- | ------------- | --------------------------- | ------------------------ |
| 1947 | 134 Höxter    | alter Kreis Höxter          | Heinrich Schlüter (CDU)  |
| 1950 | 134 Höxter    | alter Kreis Höxter          | Heinrich Schlüter (CDU)  |
| 1954 | 134 Höxter    | alter Kreis Höxter          | Heinrich Schlüter (CDU)  |
| 1958 | 134 Höxter    | alter Kreis Höxter          | Franz Lüke (CDU)         |
| 1962 | 134 Höxter    | alter Kreis Höxter          | Franz Lüke (CDU)         |
| 1966 | 136 Höxter    | alter Kreis Höxter          | Heinrich Rosenbaum (CDU) |
| 1970 | 136 Höxter    | alter Kreis Höxter          | Paul Sellmann (CDU)      |
| 1975 | 136 Höxter    | alter Kreis Höxter          | Heinrich Rosenbaum (CDU) |
| 1980 | 116 Höxter    | Kreis Höxter                | Antonius Rüsenberg (CDU) |
| 1985 | 116 Höxter    | Kreis Höxter                | Antonius Rüsenberg (CDU) |
| 1990 | 116 Höxter    | Kreis Höxter                | Antonius Rüsenberg (CDU) |
| 1995 | 116 Höxter    | Kreis Höxter                | Antonius Rüsenberg (CDU) |
| 2000 | 116 Höxter II | Kreis Höxter ohne Steinheim | Antonius Rüsenberg (CDU) |
| 2005 | 102 Höxter    | Kreis Höxter                | Hubertus Fehring (CDU)   |
| 2010 | 102 Höxter    | Kreis Höxter                | Hubertus Fehring (CDU)   |
| 2012 | 102 Höxter    | Kreis Höxter                | Hubertus Fehring (CDU)   |
| 2017 | 102 Höxter    | Kreis Höxter                | Matthias Goeken (CDU)    |